# Burgeo

Burgeo é uma vila localizada na costa sul da Ilha de Terra Nova, em Terra Nova e Labrador, no Canadá. A vila localiza-se a 121 km leste de Channel-Port aux Basques.
Possui uma população de 1.607 habitantes (Censo de 2006).